# 管理员 (维基百科)

通常代表着维基百科的管理员的图标。

在互联网百科全书维基百科，受信任的用户在成功申请后，可被委任为管理员（英語：administrator，又称）。截至2014年2月，全部维基百科计划累计有四千余名管理员，其中规模最大的英文维基百科拥有1,211名活跃管理员。与其他编者相比，管理员拥有额外的技术权限。
在维基百科，成为一位管理员常常意味着“接下拖把的任务”（即清洁整理杂务），这一用词也使用在其他地方。据《纽约时报》2006年的报道，英文维基百科时任约1,000位管理员都从不同的地理位置进行编辑。2012年7月，媒体广泛报道维基百科“快没有管理员了”，因为2005年至2006年之间，英文维基百科每个月经常有40至50人被委任为管理员，而2012年上半年却仅有9人被委任。然而，维基百科创始人之一吉米·威尔斯否认这是一个危机，他不同意维基百科快没有管理员了的说法。他说：“管理员的数量两年左右一直都保持稳定，没发生什么事。”威尔斯曾经在于2003年2月11日发送至英文维基百科邮件列表的信息中表示，成为一位管理员“没什么大不了”，“管理员拥有的权限其他人并不拥有，仅仅是技术上的问题”。
约翰·布劳顿（John Broughton）在其著作《维基百科编辑手册》指出，尽管许多人认为维基百科的管理员是裁判，但这并不是管理员的用途。他认为，管理员通常会“删除页面”及“保护卷入编辑战的页面”。

## 申请成为管理员
维基百科的管理员最早是由吉米·威尔士本人在2001年10月委任的，而目前维基百科的管理员权限需通过申请成为管理员的过程授予（requests for adminship，简称RFA）。英文维基百科的管理员郦安治说，这一过程“如同经最高法院审判”。他也说，在维基百科的早期历史，只要“证明自己不是笨蛋”，就能够成为一位管理员，而如今已不允许了。只有“在维基百科大量工作”后，才能符合参选管理员的资格。尽管任何编者能在管理员申请中投票，但结果不是由多数票决定，而是对于“候选人是一位良好的管理员”这一点是否已达成共识，这只能由行政员（bureaucrat）作出判断。之所以实施这个申请过程，也许是因为申请成为管理员备受关注。等人在刊登的期刊中写道：“2005年中旬以前，申请成为管理员一般没有引起多少关注。从那时起，申请成为管理员吸引大批互相支持的崇拜者已成了家常便饭。”

## 角色
一旦获得管理员的权限，一名用户能够使用额外的功能，以执行某些工作。这包括“杂乱的清理工作”、删除被认为不适合维基百科的条目、保护页面（指限制某页面的编辑权限）以及封禁进行扰乱的用户的账户。管理员封禁用户时，必须根据维基百科的方针，也必须注明封禁理由，理由将由系统永久记录在封禁日志中。利用这个权限来“获取编辑上的优势”被认为是不妥的。

## 科学研究
据来自弗吉尼亚理工学院暨州立大学以及伦斯勒理工学院的学者发表的一篇科学论文，编者在晋升为管理员身份后，往往比以前更专注于争议话题的条目。学者也提议筛选管理员的另一种方法，即资深编者所投下的票更有分量。在2008年计算系统的人为因素研讨会发表的另一篇论文分析了英文维基百科2006年1月至2007年10月之间的1,551个管理员申请，目标是判断维基百科的申请成为管理员手册页面推荐的哪个准则最能够预测有关用户是否成为管理员。2013年12月，来自波兰华沙的波兰—日本信息技术研究院（Polish-Japanese Institute of Information Technology）的学者也发表了类似的研究，旨在运用从维基百科的编辑历史所得到的样本，模拟波兰语维基百科的管理员申请结果。他们发现，他们能“运用样本准确地为申请中所投下的票进行分类，从而足以推荐候选人”。